# Gostycyn
Gostycyn (niem. Liebenau, kaszb. Gòstëcëno, przed rokiem 1939 obocznie używano nazwy Gostoczyn) – wieś w Polsce, położona w województwie kujawsko-pomorskim, w powiecie tucholskim, w gminie Gostycyn.
Wieś leży na zachodnim obrzeżu Borów Tucholskich, na trasie linii kolejowej Tuchola-Pruszcz-Koronowo, z przystankiem Gostycyn. (z zawieszonym ruchem pasażerskim od roku 1993, a towarowym od 2011) i przy drodze wojewódzkiej nr 237.

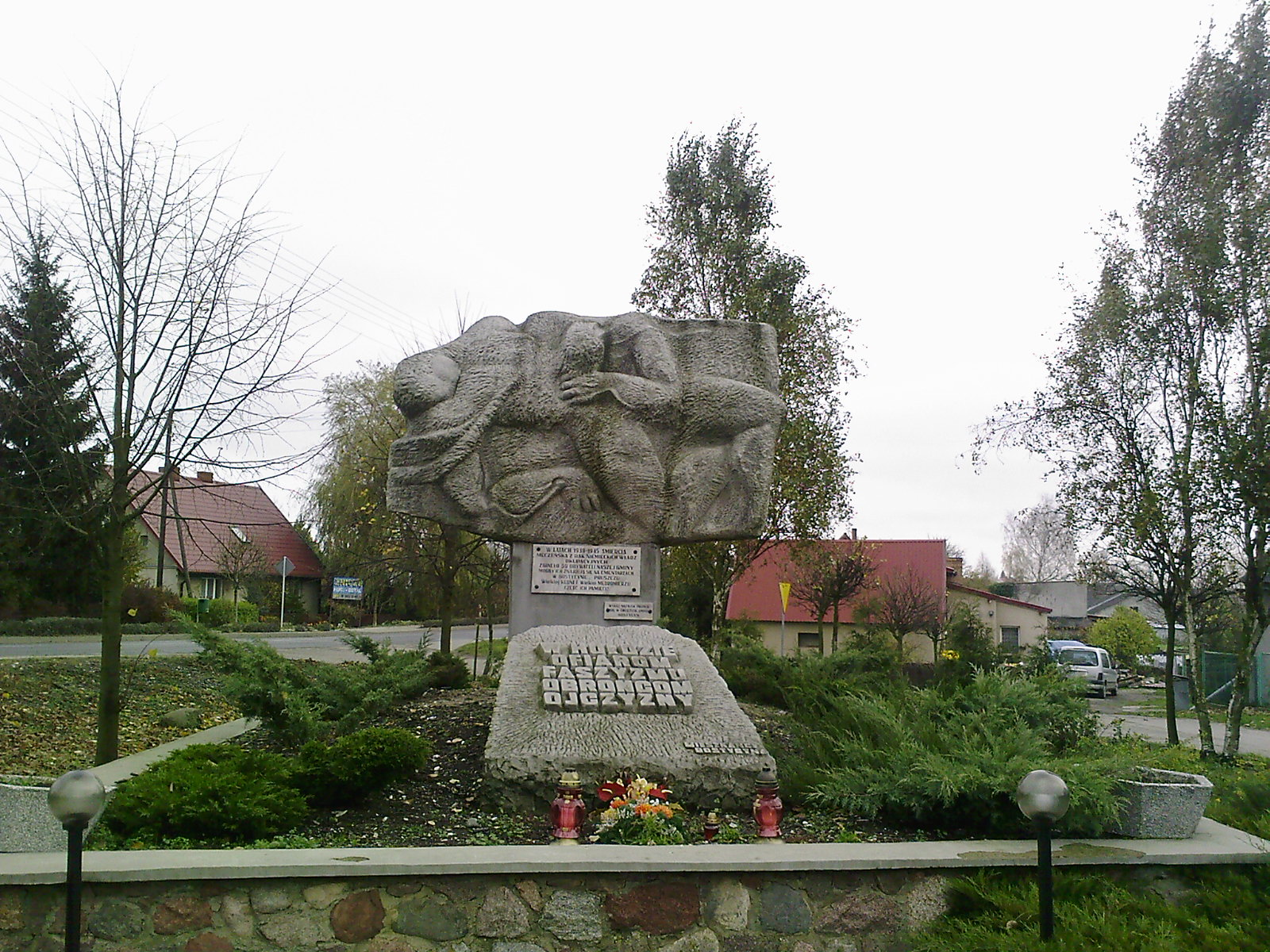
Pomnik w hołdzie ofiarom faszyzmu, obrońcom ojczyzny

W latach 1954–1972 wieś należała i była siedzibą władz gromady Gostycyn. W latach 1975–1998 miejscowość administracyjnie należała do województwa bydgoskiego. Według Narodowego Spisu Powszechnego (III 2011 r.) liczyła 2441 mieszkańców i jest największą miejscowością gminy. Miejscowość jest siedzibą władz gminy Gostycyn oraz klubu sportowego Myśliwiec Gostycyn (od sezonu 2016/2017 w A klasie, grupa: Bydgoszcz I).
W miejscowości funkcjonuje tzw. astrobaza.

## Historia
Osadnictwo na tym terenie datuje się na wczesne średniowiecze. Miejscowość wzmiankowana w dokumentach z 1350 roku jako własność zakonu krzyżackiego w komturii tucholskiej. Po 1466 roku własność królewska w starostwie tucholskim. Miejscowy kościół św. Marcina powstał w 1819 roku, około 1910 roku został rozbudowany.
W pierwszej połowie listopada 1906 r. w miejscowej szkole elementarnej rozpoczął się strajk dzieci przeciwko nauczaniu religii w języku niemieckim (jego dalszy przebieg nie jest znany). Z uczestników strajku znane są nazwiska następujących dzieci: Cismowscy, Niemczykowie, A. Gómińska. Strajk był elementem znacznie większej akcji biernego oporu wobec pruskich władz szkolnych, która na przełomie 1906 i 1907 r. objęła ponad 460 (!) szkół w prowincji Prusy Zachodnie, czyli przedrozbiorowe Pomorze Gdańskie, Powiśle, ziemię chełmińską i ziemię lubawską oraz część Krajny. Inspiracją dla strajków pomorskich były wcześniejsze działania dzieci w prowincji wielkopolskiej, ze słynnym strajkiem we Wrześni (1901) na czele.